# بخش سیلاخور
بخش سیلاخور یکی از بخش‌های شهرستان دورود در استان لرستان ایران است.

## جمعیت
بنابر سرشماری مرکز آمار ایران، جمعیت بخش سیلاخور در سال ۱۳۸۵ برابر با ۱۴۹۵۸ نفر بوده‌است که از این میان ۷۶۶۵ نفر مرد و بقیه زن بوده‌اند. این بخش ۳۶۸۳ خانوار دارد.